# Hielo Negro (banda)
Hielo Negro es una banda chilena de stoner rock formada en 1997 en Punta Arenas, Región de Magallanes.

## Historia
La banda fue formada en Punta Arenas durante el verano de 1997. Su primera alineación consistió en Marcelo Palma en voz y guitarra, Carlos Carvacho en bajo y Christian MacDonald en batería. En sus primeros años de actividad, Hielo Negro tomó como influencia el sonido de Jimi Hendrix, Motörhead, Blue Cheer, Los Jaivas y sobre todo de Black Sabbath, desarrollando un estilo característico que el propio trío denominó "rock patagónico".
En 1999, el grupo se establece definitivamente en Santiago, al tiempo que Carvacho fue reemplazado por Pablo Navarrete. En 2001, y con su nueva formación, Hielo Negro registró su primer álbum en la casona del sello C.F.A.. Éste fue editado el mismo año bajo el título Demonio Parlante, el cual les valió cierta difusión de la mano del sencillo "Cóndor".
En 2002, el trío patagónico edita un split con la banda capitalina Yajaira y en mayo del año siguiente graba en los estudios de la C.F.A. su segundo álbum de estudio, Patagonia Rock, tras lo cual emprendió una gira por Europa que incluyó presentaciones en Alemania, Suiza, Suecia y Austria.
En enero de 2005, Hielo Negro registra en los estudios de la C.F.A. Donde Nacen los Vientos, su tercer largaduración, lanzado de forma independiente a través de Ovejero Records. Con su nueva placa bajo el brazo, y gracias a la buena acogida recibida en su tour previo, el trío se embarca en una nueva gira europea.
A fines de mayo de 2007, el grupo graba un nuevo álbum de estudio, esta vez en los estudios de Algo Records, sello que, además, lanzaría la nueva placa. Así, a fines del mismo año es publicado Purgatorio Bar, disco que mostró un trabajo musical más consolidado y elaborado, logrando, a su vez, un sonido muy cercano al de la banda en vivo.
En junio de 2010, Hielo Negro graba y publica el sencillo Rock Salvación, incluyendo un cover de "Razón de vivir", de la banda chilena Tumulto.
En febrero de 2011, el trío registra en los estudios de la C.F.A. Altas Mareas, su quinto álbum de estudio y el último a la fecha. Éste es editado en abril del mismo año por Proyecto Sepulcro, tras lo cual Pablo Navarrete es reemplazado en el bajo por Matías Alarcón. Con su nueva formación, Hielo Negro graba a fines de 2011 un split con la banda argentina Sick Porky, el cual es lanzado el año siguiente bajo el título La Cofradía.

## Miembros
| - Marcelo Palma – guitarra, voz (1997–presente) - Pablo Navarrete - bajo (1999–2011 presente) - Rodrigo Barahona – batería (2020–presente) | - Carlos Carvacho – bajo (1997–1999) - Pablo Navarrete – bajo (1999–2011) - Matías Alarcón – bajo (2011–2016) - Joselo Olivares - bajo (2018-2019) |

## Discografía
| - Demonio Parlante (2001) - Patagonia Rock (2003) - Donde Nacen los Vientos (2005) - Purgatorio Bar (2007) - Altas Mareas (2011) - El Gran Camino (2014) - Pacto de Rock (2024) | - Hielo Negro/Yajaira (2002) Split con Yajaira - Rock Salvación (2010) Single - La Cofradía (2012) Split con Sick Porky - Mario Millar & Hielo Negro (2013) Split con Sick Porky - Oscuras Cintas 1997-1999 (2016) Recopilación demos |